# 豐美股肥
豐美股肥是一個影像創作社，由任俠、陳力行、陳浩勤於2021年創辦，主要從事電影制作、放映策劃，以及舉辦各類型電影文化活動。

## 香港自由電影宣言
2022年7月11日，任俠、陳力行、陳浩勤和周澄發起《香港自由電影宣言》，有35名電影人參與聯署。

## 爭議

### 拒映事件
「豐美股肥」原定於2023年4月22日舉行《散‧敍》線下放映活動。3月28日，「豐美股肥」在Facebook專頁指，接獲電影、報刊及物品管理辦事處通知，有兩部短片被拒公映，分別是陳力行、葉文希執導的《艙》，以及任俠執導的《股肥肆仆街》。電檢處回信稱，《艙》片中的疫情、示威和囚禁的影像和聲音，「導致影片的上映會不利於國家安全」；此外，《股肥肆仆街》中演員以真名演出且涉吸食大麻，雖寫明“純屬虛構”仍有負面誤導成分。該兩段短片在放映會中被抽起，改為放映《一Pair囡》及《於是我安靜了》。
4月21日，「豐美股肥」再於社交媒體表示《於是我安靜了》因展示了前香港眾志旗而「可能具煽動意圖」被拒發准映證。豐美股肥創辦人之一、影評人陳浩勤指，團隊在畫面用「國家安全 護我家園」海報遮蓋畫面後再度送檢仍未能及時獲發准映證，短片須抽起。

### 歧視殘疾人士
2023年7月15日，「豐美股肥」在《明報》的「叄頭陸臂」專欄，刊出一篇題為《白色通行證》的文章。文章指因反修例及經濟問題等，香港不少人精神壓力已到臨界點，持刀傷人案件亦涉精神病患者。文章續指醫護人手不足，當局應增聘人手，並正視精神健康問題，文末提到殘疾人士登記證，末句指「勿讓白卡成為擾亂社會秩序，破壞社區安寧的通行證」。文章刊出後引起巨大爭議，不少網民斥為公開歧視。「豐美股肥」早前亦涉及一名具精神病患史的女性的MeToo事件，文章被認為是借機再次加害，呈現「本質」。事隔一日，「豐美股肥」在社交媒體致歉，稱專欄原由主要成員執筆，指涉事文章由實習生所寫，成員「沒有細閱」，亦無內部審稿，便直接轉交《明報》編輯。聲明提到，文章使用帶歧視性質的「白卡」字眼，「豐美股肥」就「此傷害性言論及內部編審疏忽致歉」，並表示將即日起停止《明報》專欄。
7月16日，《明報》總編輯陳錦強發文，指〈白色通行證〉一文無論稿件題目和內容，均對殘疾人士有標籤及歧視之嫌，不符《明報》一向關顧支持弱小的編採宗旨，承認《明報》未盡把關之責，要對讀者及受影響者道歉，並已把文章下架。陳錦強指，編輯部於7月15日見刊當晚開會檢討，經商議後認為專欄不宜繼續，故通知「叄頭陸臂」作者專欄將於一個月後結束。其後，其中一名作者致電責任編輯，告知該文由實習生代筆，並建議即時停止專欄。對於實習生執筆一事，陳指《明報》一直不知情，「也不會同意」。陳錦強強調，《明報》的編輯方針除了客觀公正不偏不倚，也經常以大篇幅報道弱勢社群及殘疾人士的相關新聞及資訊，希望社會不要戴有色眼鏡看待相關人士。

## 作品

### 電影
| 年份 | 片名     | 導演       |
| ---- | -------- | ---------- |
| 2021 | 《少年》 | 任俠、林森 |

### 短片
| 年份 | 片名               | 導演           |
| ---- | ------------------ | -------------- |
| 2022 | 《9032024》        | 任俠           |
| 2022 | 《一Pair囡》       | 陳浩勤、任俠   |
| 2022 | 《於是，我安靜了》 | 陳曉欣         |
| 2022 | 《夢遊》           | 任俠           |
| 2022 | 《起筷》           | 李仲賢         |
| 2022 | 《艙》             | 陳力行、葉文希 |
| 2022 | 《鵲橋歸路》       | 陳浩勤         |
| 2022 | 《股肥肆仆街》     | 任俠           |